# Village médiéval de Grassera
Le village médiéval de Gràssera ou Gràssula était un village minier de l'île d'Elbe attesté entre les XIIIe et XIVe siècles. Les ruines sont situées dans la commune de Rio sur l'île d'Elbe, dans la province de Livourne en Toscane.
Le toponyme est documenté depuis le XIIIe siècle à la fois sous la forme savante Gràssula et sous la forme populaire Gràssera. Cette dernière est due au phénomène phonétique propre à l'île d'Elbe qui remplace la terminaison -ula en -era. Le toponyme dérive probablement du latin herba crassula, en référence à la présence dans la région de plantes à feuilles grasses comme l'Umbilicus rupestris (appelée en Corse gràssula), ou de grassera, le Ficus carica. 

## Description

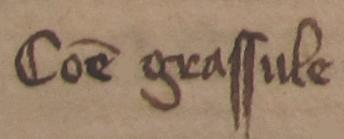
Co(mun) et Grassule, document de 1260.

Des documents de 1260, rédigés par le notaire pisan Rodolfino concernant les communes de l'île d'Elbe tenues chaque année de faire don de faucons à l'archevêque de Pise, mentionnent la commune de Grassule ou Grassere. Durant la première moitié du XIVe siècle, Grassera était à la tête de l'un des capitanìe de l'île, districts administratifs établis par la république de Pise. C'était une petite ville située à proximité des ruines actuelles de l'église de San Quirico, dans la commune de Rio. De nombreuses cartes de commerçant y ont été trouvées, liés à l'extraction et au commerce du fer qui caractérisaient toute la région. Sur le site, outre de nombreux fragments de céramique en majolique archaïque, a été trouvée une épigraphe liée à l'église de San Quirico, conservée au musée archéologique civique : [...] AS [...] RO D ( OMI ) NI S ( AN ) C ( TI ) QUIR ( I ) CI TEM ( PRUNE ) FE ( CIT ).
Non loin de Grassera, sur les pentes du Monte Serra, a été découverte en 1993 une usine métallurgique qui produisait des ferrages pour les mulets utilisés dans le transport du minerai de fer.
Sur la côte opposée, au XIVe siècle, se trouvait le gisement des mines de fer de l'Elbe (Magazenum vene ferri de Ylba). Ce site est identifié à l'emplacement actuel de Fiammingo (corruption du nom de Frammingo Molticci, le superviseur du gisement). Entre 1343 et 1376, le recteur de l'église de San Quirico était Dato di Pietro (« ... presbyter Dato condam Petri rector ecclesie Sancti Quilici ... », comme l'indiquent les documents des Archives d'État de Pise).
La destruction du village fut due à l'attaque infligée en 1534 par Khayr ad-Din Barberousse. Au même moment, les habitants survivants se réfugient dans la ville voisine de Rio nell'Elba et rebaptisent l'église paroissiale du nom de celle de San Quirico détruite.